# Conquesta saudita de la Meca
La conquesta saudita de la Meca, ocorreguda el 1924 i estabilitzada el 1925, fou una fita clau en l'expansió del regne saudita des del seu territori original a de Najd fins a ocupar la major part de la Península Aràbiga.
Les forces wahhabites del Najd dirigides per Khalid ibn Luay van ocupar Taif el setembre de 1924; els habitants de la Meca van fugir cap a Medina i Jeddah. El 4 d'octubre de 1924 Ali VII fou proclamat rei de l'Hijaz. La Meca no tenia muralles i l'exèrcit d'Ali no passava dels 400 homes. El rei va ordenar a les seves tropes que estaven fora de la capital, abandonar les posicions i dirigir-se a Bahra (13 d'octubre) a mig camí entre la Meca i Jeddah. L'endemà els beduïns de la zona la van saquejar, Abd al-Aziz ibn Ad al-Rahman Al-Saud, sultà de Najd, havia donat ordre als seus ikhwan de no entrar a la ciutat fins a la seva arribada per evitar nous incidents, però els caps Khalid i Ibn Bidjad quan van veure que els beduïns s'havien retirat, van ordenar a quatre ikhwan d'entrar-hi sense armes com a pelegrins. Dins la ciutat van llegir una proclamació declarant l'annexió de la ciutat al Najd i garantint la seguretat als habitants. L'endemà els ikhwan, vestits de peregrins van entrar a la ciutat. En general l'ordre es va mantenir. Khalid ibn Luayy fou designat emir i es va instal·lar a la sala de recepció per rebre la submissió dels notables locals. Durant un mes i mig l'emir no va rebre cap ajut. El 4 de novembre de 1924 els cònsols d'Anglaterra, Països Baixos, França, Iran i Itàlia van enviar una carta a l'emir (dirigida però al sultà) en que el feien responsable de la seguretat dels seus nacionals.
El 5 de novembre va rebre una comunicació del Partit Nacional de l'Hijaz amb seu a Jeddah. Dirigia el grup el xeic Abd Allah Sarradj, mufti de la Meca, que era l'únic funcionari del xerif Husayn II que s'havia oposat als saudites obertament, i s'havia transformat en gabinet del rei Ali; en la comunicació el xeic demanada un arranjament i Ibn Luayy li va contestar que es conformava amb les ordes de Déu (18 de novembre) i comunicava la proclamació d'Abd al-Aziz a la població de Jeddah, proposant una conferència internacional sobre el futur de l'Hijaz i garantint la seguretat de tothom. El xeic va respondre que com el rei Ali i el gabinet que dirigia ja havien acceptat la forma de l'islam saudita wahhabita, ja no hi havia motiu per combatre i proposava enviar delegats per signar una treva esperant la decisió de la conferència internacional. Però Ibn Luayy va respondre (dia 20) que la lluita contra els seguidors d'Ali continuaria però va acceptar una delegació dirigida per Muhammad al-Tawil, però les intencions wahhabites ja no tenien marxa enrere.
Abd al-Aziz havia abandonat Riad amb un exèrcit de 5000 homes l'11 de novembre i va enviar a la Meca a tres consellers que havien d'estudiar la situació sobre el terreny i tranquil·litzar a tothom i el 5 de desembre arribava a la ciutat on la seva nissaga no estava des del 1812. El dia 9 de desembre va fer una proclamació que fou ben rebuda. El 13 de desembre tornava a Taif. Va establir el seu campament a al-Shuhada, entre la Meca i Taif, i durant dues setmanes va rebre a tothom que ho va demanar. Després va agafar el comandament de les forces a Raghama (prop de Bahra) i va deixar el govern de la Meca a Ibn Luayy amb l'administració civil per Abd Allah al-Damludji de Mossul i Hafiz Wahba (d'origen egipci). Poc després va confiar la municipalitat (ja creada sota els otomans) a un mequí, Ahmad al-Subah (les facultats de la municipalitat foren augmentades el 1929, agafant el nom d'Amanat al-Asima, del qual l'estructura fou modificada el 1938), i va formar un consell consultiu dirigit per Abd al-Kadir al-Shayby. El sultà va enviar als ikhwan a apoderar-se de Rabigh i al-Lith tallant les comunicacions entre Medina i Jeddah. La situació a La Meca va millorar i la de Jeddah va empitjorar. El 19 de desembre es va formar el Madjlis al-Ahli, un cos de notables representants dels barris, comerciants i ulemes, la meitat dels membres escollits i l'altra meitat elegits. Quant a autoritat religiosa fou nomenat Abd Allag ibn Bulayhid (1867-1940) que exercia al kada d'Hail (va estar dos anys a la Meca i el va succeir el 1927 Abd Allah ibn Hasan, descendent d'Abd al-Wahhab i que encara exercia el 1952).
L'abril el cònsol soviètic a Jeddah, Karim Khan Hakimoff va intentar intercedir amb autorització d'Ali i va aconseguir que el sultà acceptés rebre a Fuad al-Khatib, ministre d'Afers Exteriors del rei del Hijaz. L'entrevista es va fer el 2 de maig i el sultà va exigir la sortida d'Ali i el seu pare Husayn II (que era a Àqaba) cap a l'estranger. L'1 d'agost de 1925 el Madjlis al-Ahli de la Meca, reelegit, fou rebatejat Madjlis al-Shura.
Van passar els mesos i finalment el 5 de desembre de 1925 es va rendir Medina i el 20 de desembre Jeddah. El 5 de gener de 1926 els notables de Jeddah van oferir la corona del Hijaz al sultà del Najd.